# Giuse Lý Minh Thuật
Giuse Lý Minh Thuật (tiếng Trung: 李明述, tiếng Anh: Joseph Li Ming-shu; 1924 – 2018) là một giám mục người Trung Quốc của Giáo hội Công giáo Rôma. Ông từng đảm nhận vị trí Giám mục chính tòa Giáo phận Thanh Đảo.

## Tiểu sử
Giám mục Giuse Lý sinh ngày 1 tháng 12 năm 1924, trong một gia đình Công giáo huyện Bác Hưng, Tân Châu, Sơn Đông, Trung Quốc.
Từ nhỏ, ông đã chịu phép rửa tội. Năm 1931, được đưa vào học tại chủng viện. Năm 1937, ông gia nhập Tu viện giáo phận Chu Thôn. Năm 1949, tốt nghiệp Thần học Học viện Văn Đô Vũ Hán. Ông thụ phong chức linh mục ngày 11 tháng 4 năm 1949.
Sau khi thụ phong, ông được bổ nhiệm làm giáo sư chủng viện tại giáo phận Thiều Quan Quảng Đông. Tuy nhiên đến năm 1953, ông bị bắt giam và sau đó bị buộc đi cải tạo lao động cho đến năm 1968. Khi Cách mạng Văn hóa kết thúc, năm 1978, ông được điều động giảng dạy tại nhiều trường công lập trong bốn năm trước khi trở lại vai trò linh mục. Năm 1986, ông được bổ nhiệm làm Phó viện trưởng Tu viện Sơn Đông.
Năm 1992, giám mục bất hợp thức Phaolô Hàn Tích Nhượng qua đời. Đến năm 1994, linh mục Giuse Lý được bầu làm giám quản giáo phận Thanh Đảo. Đầu năm 2000, Tòa Thánh ra quyết định bổ nhiệm linh mục Giuse Lý Minh Thuật làm Giám mục Thanh Đảo. Chính quyền Trung Quốc sau đó cũng chấp nhận chức vụ giám mục của ông. Lễ tấn phong giám mục được cử hành ngày 13 tháng 8 năm 2000, do Giám mục Chu Thôn Giuse Mã Học Thánh làm chủ lễ.
Mục dù được chính phủ Trung Quốc công nhận chức vụ, nhưng Giám mục Giuse Lý Minh Thuật không gia nhập Hội Công giáo Yêu nước Trung Quốc. Ông qua đời vào ngày 15 tháng 6 năm 2018, thọ 94 tuổi.